# Campodimele
Campodimele est une commune de la province de Latina, dans la région Latium, en Italie. Situé à 150 km au sud de Rome, le village a obtenu le label des Plus Beaux Bourgs d'Italie. Il est également connu comme le « village des centenaires ».

## Démographie et longévité
Le village a hérité du surnom de « village des centenaires », le village ayant compté 14 centenaires en 2000. En 2013, le village n'en comptait plus qu'un, mais 20 nonagénaires et plus de 30 % des 660 habitants ont plus de 80 ans avec une espérance de vie très supérieure à la moyenne italienne.
Cette particularité du village a fait l'objet d'une étude de l'OMS en 1985 qui a montré un taux de cholestérol moitié moindre que la moyenne italienne et une tension artérielle particulièrement basse. Plusieurs autres études ont ensuite étudié le mode de vie des habitants (beaucoup d'activité physique) et leur  alimentation (peu de viandes rouges, beaucoup de fruits et légumes locaux). Une étude réalisée en 2012 à l'université romaine de la Sapienza a démontré une prédisposition génétique de la population du village avec une mutation du gène qui transforme la protéine ANGPTL3 qui les protège du cholestérol, de l'artériosclérose et du diabète. Le professeur Gugini, pionnier des études sur le village, indique que c'est une combinaison de facteurs environnementaux et génétiques qui permet cette longévité.

## Administration
| Période                                  | Période  | Identité     | Étiquette | Qualité |
| ---------------------------------------- | -------- | ------------ | --------- | ------- |
| 25 mai 2002                              | En cours | Aldo Lisetti |           |         |
| Les données manquantes sont à compléter. |          |              |           |         |

### Hameaux
- Taverna.

### Communes limitrophes
- Esperia, Fondi, Itri, Lenola, Pico, Pontecorvo.